# گلیوتوکسین
گلیوتوکسین (به انگلیسی: Gliotoxin) یک ترکیب شیمیایی با شناسه پاب‌کم ۶۲۲۳ است. که جرم مولی آن 326.4 g/mol می‌باشد. شکل ظاهری این ترکیب، جامد زرد روشن است.